# 理科6年 ふしぎ情報局
『理科6年 ふしぎ情報局』（りかろくねん ふしぎじょうほうきょく）は、2006年4月12日から2011年3月7日までNHK教育テレビジョンで放送されていた小学校6年生向けの学校放送（教科：理科）である。

## 放送時間
いずれも日本標準時、別の時間帯での再放送あり。レギュラー放送の終了後も、深夜の時間帯に繰り返し再放送されていた。
| 期間                          | 放送時間             |
| ----------------------------- | -------------------- |
| 2006年4月12日 - 2008年3月12日 | 水曜日 10:15 - 10:30 |
| 2008年4月7日 - 2011年3月7日   | 月曜日 10:45 - 11:00 |

## 声の出演
- ブラボー（ナビゲーター） - バッキー木場 - 番組の進行役となる、サルの姿をしたDJのキャラクター。番組の最後はその回のまとめをラップ調の歌で伝える。なお、同じくNHK Eテレで2015年10月より放送されている「おんがくブラボー」のキャラクターとは全く無関係。
- ナレーション - 鶴ひろみ

## 放送リスト
| 回 | タイトル             | 初回放送日     |
| -- | -------------------- | -------------- |
| 1  | 物を燃やすもの       | 2006年04月12日 |
| 2  | 燃えると出るのは     | 2006年04月26日 |
| 3  | 吸ったりはいたり     | 2006年05月17日 |
| 4  | 食べるとどうなる     | 2006年05月31日 |
| 5  | 流れる血液           | 2006年06月14日 |
| 6  | 植物を育てるのは     | 2006年06月28日 |
| 7  | 人と動物の体         | 2006年07月12日 |
| 8  | 地面の下は?          | 2006年08月23日 |
| 9  | 火をふく山           | 2006年09月13日 |
| 10 | ゆれる大地           | 2006年09月27日 |
| 11 | 酸とアルカリ         | 2006年10月11日 |
| 12 | 物を溶かす水         | 2006年10月25日 |
| 13 | 役に立つ科学         | 2006年11月08日 |
| 14 | 地球をめぐる空気     | 2006年11月22日 |
| 15 | 地球は丸い?          | 2006年12月06日 |
| 16 | ふしぎな電磁石       | 2007年01月10日 |
| 17 | かつやくする電磁石   | 2007年01月24日 |
| 18 | 未来のエネルギーを   | 2007年02月07日 |
| 19 | 森の生き物のかかわり | 2007年02月21日 |
| 20 | 地球はひとつ         | 2007年03月07日 |